# Hermodactylus
Hermodactylus es un género de plantas perennes y rizomatosas  con seis especies perteneciente a la familia de las iridáceas.
Algunos autores lo incluyen como sinónimo del género  Iris.

## Especies seleccionadas
- Hermodactylus bispathaceus Sweet
- Hermodactylus calatajeronensis Tod. ex Lojac.
- Hermodactylus longifolius Sweet
- Hermodactylus repens Sweet
- Hermodactylus tuberosus (L.) Mill.
- Hermodactylus zambrani Lojac.